# Belfagor
Belfagor is een novelle van de Florentijn Niccolò Machiavelli uit 1520. Aartsduivel Belfagor (arcidiavolo Belfagor) wordt naar de aarde gezonden om te onderzoeken of de Florentijnse vrouwen werkelijk zo verschrikkelijk zijn. Hun hoogmoed en spilzucht brengen hem tot zo'n diepe wanhoop dat hij liever naar de hel terugkeert. Naast het antifeminisme is Belfagor ook een aanklacht tegen de woekerpraktijken van handelaars.

## Het verhaal
Het was Pluto, de opperrechter van de hel, opgevallen dat er al enige tijd tal van mannelijke zielen de onderwereld bereikten die zich allen over hun vrouw beklaagden. De aartsduivel Belfagor moet de zaak tot de bodem onderzoeken. In mensengedaante wordt hij naar de aarde gestuurd om een vrouw te huwen. Er wordt afgesproken dat hij tien huwelijksjaren alle kwalen van de man moet dragen.
Belfagor belandt in Florence als Rodrigo van Castilië, een welgestelde en knappe jongeman met 100.000 dukaten op zak. Door zijn vrijgevigheid wil menig vader Rodrigo aan zijn dochter binden. Hij trouwt uit liefde met Onesta Donati. Ze komt uit een groot en arm gezin dat hij volledig moet onderhouden. Spoedig begint Onesta hem met scheldwoorden te overladen, als hij haar iets weigert. Haar hoogmoed en spilzucht brengen Rodrigo tot diepe wanhoop. Als al zijn geld op is, moet hij de benen nemen. 
Een boer Matteo del Bricca verbergt hem op zijn boerderij. Matteo maakt van de gelegenheid gebruik om samen met Belfagor een handeltje op te zetten. Hij beweert dat hij de duivel (Belfagor zelf) kan uitdrijven bij vrouwen. Hij verdient er een hoop geld mee en wil steeds meer. Belfagor doet met tegenzin mee en dreigt Matteo een kopje kleiner te maken. Om Belfagor te verjagen richt Matteo een podium op met een altaar en veel trompetgeschal. O wee, dierbare Rodrigo, het is je vrouw die jou zoekt. Uit schrik voor het huwelijk slaat Belfagor op de vlucht en keert met gezwinde spoed naar de hel terug.
De alruinwortel · Belfagor · Clizia · Descrizione del modo tenuto dal Duca Valentino nell' ammazzare Vitellozzo Vitelli, Oliverotto da Fermo, il Signor Pagalo e il Duca di Gravina Orsini · Florentijnse geschiedenissen · De krijgskunst · Het leven van Castruccio Castracani · Verhandeling over de hervorming van de Florentijnse staat na de dood van Lorenzo · Verhandelingen over de eerste tien boeken van Titus Livius · De vorst